# Дијалект (рачунарство)
Дијалект од програмског језика или размена података језика је (релативно мала) варијација или продужење на језику који не мења своју суштинску природу. Са језика као што су Scheme и Forth, стандарди се могу сматрати недовољним, неадекватним или нелегитимним од носилаца, па често одступају од стандарда, што је нови дијалект. У другим случајевима, дијалект је створен за коришћење у домену специфичног језика, често подскупа. У Lisp свету, већина језика који користе основну С израз синтаксу и Lisp као семантику сматрају Lisp дијалекатом, иако махнито варирају, као и, рецимо, Racket и Clojure. Као што је уобичајено за један језик има неколико дијалеката, то може постати веома тешко за неискусне програмере да пронађу праву документацију. Основни програмски језик има много дијалеката.
Експлозија Форт дијалеката довела је до пословице: "If you've seen one Forth... you've seen one Forth."